# Amy Brown
Amy Brown es una dibujante de fantasía y hadas muy conocida en su medio. Brown nació en el año 1972, en Bellingham, Washington y desde pequeña se interesó por los cuentos de hadas, el dibujo, y las criaturas fantásticas. 
Comenzó su carrera en 1992, trabajando en una galería donde aprendió sobre color y técnicas de diseño. A medida que el tiempo pasaba se fue perfeccionando, y comenzó más tarde a vender sus dibujos y creaciones. 
En 1997 aparece su primer sitio web y desde entonces su carrera se ha disparado. Ha tenido mucho éxito y su arte es actualmente conocido por mucha gente.

## Libros
- The Art of Amy Brown
- The Art of Amy Brown II